# Bryobia lucens
Bryobia lucens är en spindeldjursart som beskrevs av Meyer 1974. Bryobia lucens ingår i släktet Bryobia och familjen Tetranychidae. Inga underarter finns listade.